# Puszcza Kozienicka

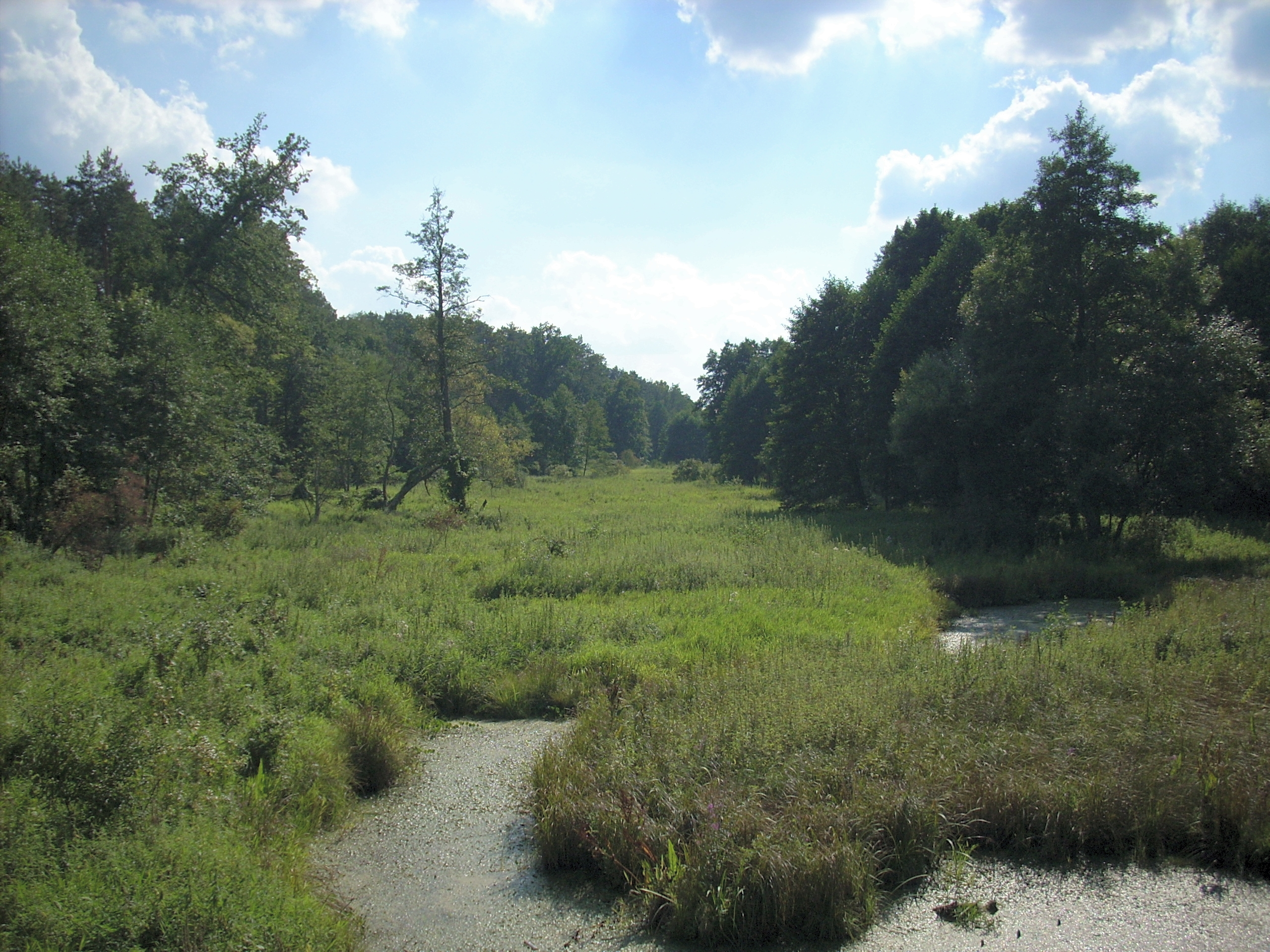
Rozlewisko Zagożdżonki w Puszczy Kozienickiej

Puszcza Kozienicka – kompleks leśny w środkowej Polsce, położony na obszarach Równiny Kozienickiej, pomiędzy Radomiem i Wisłą, na granicy powiatów kozienickiego i radomskiego (województwo mazowieckie). Część pradawnej Puszczy Radomskiej. Od XVI w. nazywano ją powszechnie, ze względu na rolę jaką odgrywała wtedy położona w jej środku Jedlnia – Puszczą Jedleńską. Obecna nazwa utrwaliła się dopiero od połowy XIX wieku.

## Położenie
Ma powierzchnię około 30 000 ha. Dzisiejsze jej granice wyznaczają: od północnego zachodu rzeka Radomka, od północnego wschodu dolina Wisły, a od południa droga Radom – Puławy. Dawniej sięgała znacznie dalej na południe i zachód, czego śladami są leżące oddalone od puszczy drobne kompleksy leśne, np. uroczysko Wsola. Pomimo szumnej nazwy, jest to bardzo rozczłonkowany, dość duży kompleks leśny, leżący pomiędzy Radomiem a Wisłą i kilka mniejszych obszarów leśnych, znajdujących się w okolicach Pionek i Zwolenia. Największe z nich to uroczyska Miodne i Policzna. Integralnie związana z Puszczą Kozienicką jest lewobrzeżna część doliny Wisły, od wysokości Puław do ujścia Radomki. Jej szerokość na północy wynosi około 1-2 km i wzrasta ku południowi, osiągając pod Bąkowcem 6-8 km. Na jej obrzeżach znajdują się miasta Kozienice, Pionki i Zwoleń.

## Klimat
Klimat Puszczy Kozienickiej jest specyficzny i tworzy na tle sąsiednich terenów „wyspę” o średniej temperaturze rocznej wyższej o 0,5 °C oraz wyższych opadach. Wynikiem tego jest wydłużony tu bardziej niż w okolicy okres wegetacyjny. Występuje tutaj również strefa podwyższonych opadów, zwłaszcza w środkowej części puszczy. Strefa ta pokrywa się z obszarem zwiększonego występowania jodły. Prawdopodobnie taki właśnie klimat wpływa na obecność występowania w Puszczy Kozienickiej wielu gatunków roślin górskich i podgórskich.

## Flora
Przez teren Puszczy Kozienickiej przebiega północna granica zasięgu jodły, buka, jaworu oraz wiązu górskiego. Granica ta przebiega od zachodu wzdłuż rzeki Radomki do Grądów i stąd prowadzi na wschód do Wisły. Drzewostan puszczy zdominowany jest przez sosnę, z domieszką dębu, grabu, i jodły. Dęby dorastają tutaj do olbrzymich, pomnikowych rozmiarów. Wraz z jodłami tworzą oryginalne zbiorowisko roślinne, zwane przez miejscową ludność czarnym lasem. W puszczy rośnie wiele chronionych gatunków roślin, m.in. paprotka zwyczajna i widłaki. Występują tu również rzadko spotykane w środkowej Polsce bluszcz, zimoziół północny czy też świdośliwka jajowata. Z roślin wodnych można spotkać w puszczy kotewkę, grzybienie białe i oryginalną, pływającą paproć – salwinię. Puszcza Kozienicka obfituje również w liczne zioła, są to m.in. pełnik europejski, orlik pospolity, śnieżyczka przebiśnieg, wawrzynek wilczełyko czy też owadożerna rosiczka okrągłolistna.

## Fauna
Świat zwierzęcy, choć nie jest już tak bogaty jak dawniej, to nadal zasługuje na uwagę. Ze zwierzyny łownej występują w puszczy: daniele, jelenie, łosie oraz najliczniej reprezentowane sarny. Również licznie występują tu dziki, pospolite są lisy, rzadsze zaś borsuki, kuny i łasice. Bardzo licznie występują tu różne gatunki płazów i gadów, m.in. żyją tu rzadkie w Polsce żółwie błotne. W Puszczy Kozienickiej naliczono występowanie ponad 200 gatunków ptaków, w tym około 150 gatunków lęgowych (m.in. bocian czarny, żuraw, trzmielojad, orlik grubodzioby, batalion, zimorodek). Zimą na tereny puszczy przylatują z północy sokoły wędrowne, orzechówki czy też rzepołuchy.
Większość obszaru Puszczy Kozienickiej jest objęta ochroną w ramach Kozienickiego Parku Krajobrazowego, który powołano do życia 28 czerwca 1983 roku.

## Turystyka

### Ścieżki dydaktyczne
Na terenie Puszczy Kozienickiej dostępnych jest 9 ścieżek dydaktycznych:
- Ścieżka przyrodnicza w rezerwacie Pionki
- Ścieżka krajobrazowa w rezerwacie Pionki
- Ścieżka przyrodniczo–leśna w rezerwacie Jedlnia
- Ścieżka przyrodniczo–krajobrazowa w rezerwacie Krępiec
- Ścieżka dydaktyczna „Królewskie Źródła” w rezerwacie Źródło Królewskie
- Ścieżka przyrodniczo–leśna „Źródło Królewskie” w rezerwacie Źródło Królewskie
- Ścieżka przyrodniczo-leśna „Miodne” w rezerwatach: Miodne i Ługi Helenowskie
- Ścieżka przyrodniczo–leśna „Śródborze” w pobliżu rezerwatu Ponty Dęby
- Ścieżka dydaktyczna, przyrodniczo–leśna „Nad Pacynką”

### Szlaki piesze
Przez teren Puszczy Kozienickiej przebiega 9 szlaków pieszych:
- Szlak im. Witaliusza Demczuka: Lesiów PKP – Stoki – rezerwat Zagożdżon – Stanisławów – Brzóza – Głowaczów – Studzianki Pancerne – Grabów nad Pilicą – Warka
- Mniszew – Magnuszew – Studzianki Pancerne – Wola Chodkowska – Kozienice – rezerwat Źródło Królewskie – Garbatka-Letnisko – Czarnolas – Leokadiów – Janowiec
- Zwoleń – Pionki – Garbatka-Letnisko – Sieciechów – Zajezierze – Kock
- Pionki Zachodnie PKP – Sokoły – Jedlnia-Letnisko – Nowa Wola Gołębiowska – Radom – Rożki
- Pionki Główne PKP – rezerwat Zagożdżon – Pionki Zachodnie PKP
- Szlak im. Jana Kochanowskiego: Miodne – Linów – Antoniówka – Policzna – Garbatka-Letnisko
- Bąkowiec PKP – uroczysko Chrusty
- Jedlnia Letnisko PKP – Kieszek – Stoki – Lewaszówka
- Żytkowice PKP – Krasna Dąbrowa – rezerwat Źródło Królewskie – Augustów – rezerwat Zagożdżon

### Szlaki rowerowe
Przez teren Puszczy Kozienickiej przebiega 17 szlaków rowerowych:
- Bartodzieje PKP – Goryń – Stoki – rezerwat Ponty im. T. Zielińskiego – rezerwat Zagożdżon – Augustów – rezerwat Źródło Królewskie – Garbatka-Letnisko – Czarnolas
- Świerże Górne – rezerwat Guść – rezerwat Zagożdżon – Augustów – Januszno – Żytkowice PKP – Anielin – Zwoleń
- Piotrkowice – Kozienice – Przewóz – Wisła (okolice wsi Holendry Kozienickie)
- Brzóza – rezerwat Zagożdżon – Augustów – Pionki – Sucha – Zwoleń
- Piaski – Wólka Tyrzyńska – Piotrkowice – Nowa Wieś – Świerże Górne – Wola Chodkowska – Stanisławice – Śmietanki – Piaski
- Jedlnia-Letnisko – rezerwat Jedlnia – rezerwat Ciszek – Dąbrowa Kozłowska – rezerwat Jedlnia – Jedlnia-Letnisko
- Lesiów – Jedlnia-Letnisko – Słupica – rezerwat Ługi Helenowskie – Antoniówka – Policzna – Czarnolas
- Kozienice – Śmietanki – Molendy – Garbatka-Letnisko – Bąkowiec – Opactwo – Zajezierze
- rezerwat Ciszek – Stoki
- Pionki – rezerwat Brzeźniczka – „Leśniczówka” (przy rezerwacie Źródło Królewskie)
- Radom – Sadków – Groszowice – Jedlnia-Letnisko
- Kozienice – Katarzynów – Stanisławice
- Kozienice – Przewóz
- Nowa Wieś – Majdany – Julianówka
- Wola Chodkowska – Ryczywół – Wilczkowice Górne
- Wąwolnica – Puławy – Dęblin – Sieciechów – Sarnów – Czarnolas – Janowiec